# Saint-Amable
Saint-Amable est une ville du Québec, située dans la municipalité régionale de comté de Marguerite-D'Youville, dans la région administrative de la Montérégie.

## Toponymie
L'origine du nom de cette municipalité provient d'Amable de Riom, un saint populaire de la Nouvelle-France. Elle serait aussi reliée à l'abbé Amable Prévost (1757-1820), qui servit comme curé dans les paroisses de Saint-Mathias et de Beloeil.

## Histoire
L'histoire officielle de Saint-Amable débute le 21 juin 1921 avec l'annonce de son incorporation dans la  Gazette officielle du Québec. La Paroisse de Saint-Amable avait été constituée en 1913 à partir de trois paroisses : Sainte-Julie, Saint-Mathieu-de-Beloeil et Saint-Marc-sur-Richelieu.
Le 12 novembre 2019 Saint-Amable change son statut de municipalité à celui de ville.

### Événements significatifs
En 1990, Saint-Amable fait les manchettes lorsqu'un incendie majeur se déclare dans un site d'entreposage de pneus. Il s'agit du deuxième incident de ce genre en quatre mois au Canada. Les pneus y brûlent pendant trois jours, soit du 16 au 19 mai, et contaminent la nappe phréatique ainsi que les eaux environnantes malgré une couche d'argile de vingt mètres sous l'entrepôt. Il faut attendre 1992 pour que s'achèvent les travaux de décontamination,.

### Armoiries
- Le sommet surmonté d'un triangle d'or proclame la foi en Dieu.
- Un quartier représente la fleur de lys sur fond bleu, représentant l'emplacement de Saint-Amable au Québec, entre deux rives : celle du Saint-Laurent et celle du Richelieu.
- Un quartier sur fond jaune évoque le soleil et la joie qui éclairent la terre et le visage des amabliens.
- Un quartier représente deux tiges d'asperge qui représentent la fertilité du sol pour ce légume de fin gourmet[6].

### Devise
La devise de Saint-Amable est « Heureux qui va droit son chemin ».

## Géographie
Située sur la rive sud de Montréal à une trentaine de kilomètres de Montréal, la ville de Saint-Amable s'étend sur 38 km2. 
Le parc Le Rocher, dans l'ouest de la municipalité, abrite une forêt nourricière.

### Municipalités limitrophes
Établie à proximité du boisé de Verchères, la Municipalité est entourée des villes de Sainte-Julie, Varennes, Verchères, Saint-Marc-sur-Richelieu et Saint-Mathieu-de-Beloeil.

## Démographie
| 1991  | 1996  | 2001  | 2006  | 2011   | 2016   | 2021   |
| ----- | ----- | ----- | ----- | ------ | ------ | ------ |
| 5 804 | 7 105 | 7 278 | 8 398 | 10 930 | 12 167 | 13 322 |

## Administration
Aux élections municipales de 2017, le parti Vision Équipe Stéphane Williams est élu. Maire : Stéphane Williams. Conseiller district 1 : Marie-Eve Tanguay ; Conseiller district 2 : Mathieu Daviault ; Conseiller district 3 : Vicky Langevin ; Conseiller district 4 : France Gosselin ; Conseiller district 5 : Robert Gagnon ; Conseiller district 6 : Michel Martel
Les élections municipales se font en bloc et suivant un découpage de six districts.
| Saint-Amable Maires depuis 2001                                                                                      |                   |         |          |
| Élection | Maire             | Qualité | Résultat |
| 2001 | Simon Lacoste     |         | Voir     |
| 2005 | Simon Lacoste     | Voir    |          |
| 2009 | François Gamache  |         | Voir     |
| 2013 | François Gamache  | Voir    |          |
| 2017 | Stéphane Williams |         | Voir     |
| 2021 | Stéphane Williams | Voir    |          |
| Élection partielle en italique Depuis 2005, les élections sont simultanées dans toutes les municipalités québécoises |                   |         |          |

## Économie
La culture de la pomme de terre a été pendant plusieurs années la principale activité économique de Saint-Amable. Mais un parasite a décimé les récoltes en 2006, rendant la culture impraticable. Depuis, l'activité économique de la municipalité gravite autour d'autres cultures agricoles (par exemple le maïs) et du recyclage de pièces automobiles usagées.

## Attraits
- Boisé du Fer-à-cheval